# Riso parboiled
Il parboiled, o parboilizzato (dall'inglese partially boiled, parzialmente bollito), è una modalità di trattamento dei chicchi di riso per salvaguardarne il contenuto di micronutrienti (vitamine e sali minerali) e consentire cotture prolungate.
Il parboiled presenta quasi lo stesso tenore nutritivo del riso integrale: il procedimento, il "parboiling", è adottato oggi in tutto il mondo, per lo più abbinato a moderne tecnologie.

## Il parboiling
Dopo essere stato sottoposto al procedimento, il riso grezzo viene avviato come sempre ai mulini per la sbramatura e per le ulteriori raffinazioni. In precedenza si otteneva un “effetto Parboiling” – in forma limitata - trattando dapprima il riso al vapore e lasciandolo poi essiccare al sole. Il riso parboiled ha un riflesso leggermente giallastro, ma con la cottura diventa bianchissimo e rimane al dente anche se cotto più a lungo.

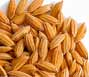
Chicchi di riso greggio (Paddy)
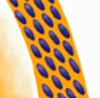
I disegni mostrano, molto ingrandita, la pellicola del chicco con le vitamine e le sostanze minerali ivi contenute.
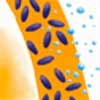
Tramite il metodo del sottovuoto viene rimossa tutta l’aria dal riso greggio. Messo in ammollo in acqua tiepida, il riso libera quindi le vitamine e le sostanze minerali contenute nel germoglio e nella pellicola argentea.
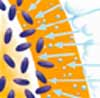
Le sostanze idrosolubili vengono nuovamente pressate all’interno del chicco di riso tramite vapore acqueo e alta pressione.
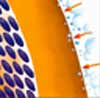
Sottoposto a vapore, l’amido della superficie del chicco di riso si indurisce: tramite questa sigillatura le sostanze nutritive rimangono nel chicco. Infine si procede all’essiccazione.